# 한독크린텍
한독크린텍(Handok Clean Tech Co. Ltd.)은 대한민국의 카본블록 필터 제조기업이다. 본사는 대전광역시 유성구 테크노8로 13에 위치해 있다. 대표이사는 고인선이다.

## 참고 문헌
1. ↑  김효선, 카본블록 필터 점유율 80% 한독크린텍, 글로벌 필터 회사 꿈꾼다, 조선비즈, 2023년 1월 18일
2. ↑  한국IR협의회 기술분석보고서- 한독크린텍, 2021년 12월 9일
3. ↑  유진투자증권 IPO-한독크린텍, 2019년 8월 22일
4. ↑  박재원, '가치투자 대가' 강방천 회장, 한독크린텍에 베팅한 까닭은, 한국경제, 2020년 4월 3일